# Mansilla de las Mulas
Mansilla de las Mulas (in der römischen Antike Lancia) ist ein Ort am Jakobsweg in der Provinz León der Autonomen Gemeinschaft Kastilien und León.

## Demografie
| 1991 | 1996 | 2001 | 2004 | 2006 |
| ---- | ---- | ---- | ---- | ---- |
| 1735 | 1785 | 1754 | 1811 | 1973 |

## Sehenswürdigkeiten

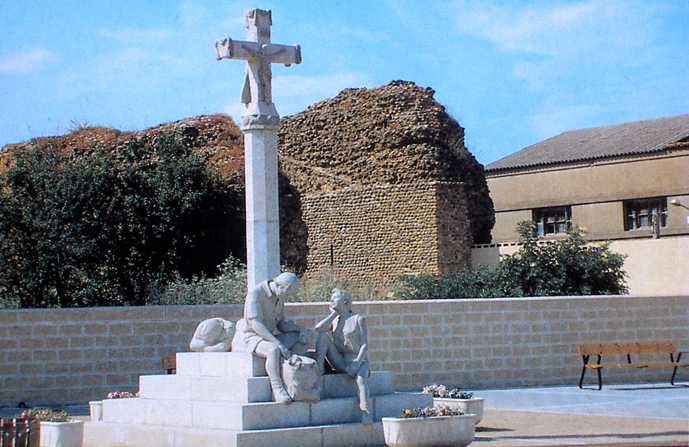
Pilgerdenkmal und alte Stadtmauer von Mansilla

- Convento San Agustín. Im ehemaligen Augustinerkloster wurde auf Beschluss des Provinzparlaments das Museo Etnográfico de León eingerichtet.

## Fiestas
- Wallfahrt zur Virgen de Gracia. 1. Sonntag im September: 8 Uhr morgens starten zwei Züge, einer von der Kirche Iglesia del Mercado in León, einer in Vilamoros de Mansilla, beide treffen sich an der Kapelle der Virgen de Gracia zur Messe, danach Folkloredarbietungen, die sich thematisch um die Virgen de Gracia gruppieren.
- Virgen de Gracia (Patronatsfest), 2. Sonntag im September.

## Söhne und Töchter des Ortes
- Fer., Zeichner des spanischen Satiremagazins „El Jueves“